# Persoonia micranthera
Persoonia micranthera är en tvåhjärtbladig växtart som beskrevs av Peter Henry Weston. Persoonia micranthera ingår i släktet Persoonia och familjen Proteaceae. Inga underarter finns listade i Catalogue of Life.